# Markus Mitterhuber
Markus Mitterhuber (* 1967 in Wien) ist ein österreichischer Schauspieler. 

## Leben
Markus Mitterhuber studierte von 1987 bis 1989 am Konservatorium der Stadt Wien Schauspiel, Gesang und Tanz, die Ausbildung schloss er mit Auszeichnung ab.
Von 1994 (Programm Burenwurst goes Europe) bis zur Saison 2005 (Programm Mitten am Rand) war er Ensemblemitglied im Wiener Kabarett Simpl. Von 1997 bis 2008 war er im ORF in den Kinderserien Mimis Villa Schnattermund, Mimis Schnattershow und Zirkus um Confetti als Hausmeister zu sehen. Außerdem lieh er dem Kasperl seine Stimme. Gastengagements führten ihn unter anderem ans Stadttheater Baden, ans Wiener Graumann Theater, zu den Festspielen Amstetten, Berndorf und auf der Burg Liechtenstein sowie ans Wiener Gloria-Theater, beispielsweise in der Saison 2018/19 in Treppauf Treppab von Alan Ayckbourn und in Ganze Kerle von Kerry Renard.
Seit 1997 ist er am Wiener Arlequin Theater als Schauspieler, Puppensprecher und Puppenspieler tätig. Seit 2008 ist er außerdem Mitglied im Rateteam von Was gibt es Neues?.

## Filmografie (Auswahl)
- 1997–2002: Mimis Villa Schnattermund
- 2002–2004: Mimis Schnattershow
- 2004–2007: Zirkus um Confetti
- 2007: Novotny & Maroudi – Zahngötter in Weiß – Jagdfieber
- 2008: Ein General gegen Hitler – Wilhelm Zehner (Fernsehdokumentation)
- 2008–2009: Open House (Fernsehserie)
- 2009–2012: Die Lottosieger (Fernsehserie, drei Episoden)
- 2010: FC Rückpass (zwei Episoden)
- 2011: Schlawiner – Die falsche Wurst